# Carbonara Scrivia
Carbonara Scrivia är en ort och kommun i provinsen Alessandria i regionen Piemonte i Italien. Kommunen hade 1 127 invånare (2018).